# Уэйклин, Крис
Крис Уэ́йклин (англ. Chris Wakelin ([wɛ́jklɪn]); род. 6 марта 1992 года; Рагби) — английский профессиональный снукерист, который начал выступать в мэйн-туре в сезоне 2013/14. Он часто практикуется с Кайреном Уилсоном, Дэвидом Гилбертом и Марком Селби в клубе «Atack» в Нанитоне.

## Карьера
Начал играть на любительских турнирах в 2011 году. В 2012 году удачно выступил на чемпионате Англии среди любителей, дойдя до полуфинала. В 2013 году играл в финале этого турнира с Хамадом Миа. По показанным результатам в мае был зачислен в Q School. По результатам обучения выиграл Турнир 3, где в финале обыграл бывшего профессионала Адама Уичерда, получил двухлетний уайт-кард на сезоны 2013/14 и 2014/15. В 2023 году выиграл первый рейтинговый турнир в карьере (Shoot-Out).